# 1. Liga (Polen) 2001/02
Die 1. Liga 2001/02 war die 68. Spielzeit der höchsten polnischen Fußball-Spielklasse der Herren. Die Saison begann am 21. Juli 2001 und endete am 1. Mai 2002. 

## Modus
Die 16 Vereine spielten in zwei Gruppen zu je acht Mannschaften. Die Saison wurde in einem zweistufigen Format durchgeführt. In der Vorrunde trat jede Mannschaft zweimal gegeneinander an; einmal zu Hause und einmal auswärts.
Nach Ablauf dieser Phase qualifizierten sich die vier besten Vereine für die Meisterschaftsrunde. Dabei wurden die Hälfte der Punkte aus der Vorrunde übernommen.
Die Vereine auf den Plätzen 5 bis 8 der Vorrunde spielten danach in der Abstiegsrunde. Auch hier wurden die Hälfte der Punkte aus der Vorrunde übernommen. Die letzten beiden Vereine stiegen direkt ab. Der Dritt- und Viertletzte musste in die Relegation.

## Vereine
| Verein                           | Stadt                   |
| -------------------------------- | ----------------------- |
| Ruch Chorzów                     | Chorzów                 |
| Dyskobolia Grodzisk Wielkopolski | Grodzisk Wielkopolski   |
| Wisła Krakau                     | Krakau                  |
| GKS Katowice                     | Katowice                |
| Widzew Łódź                      | Łódź                    |
| Zagłębie Lubin                   | Lubin                   |
| OKS Stomil Olsztyn               | Olsztyn                 |
| KSZO Ostrowiec Świętokrzyski     | Ostrowiec Świętokrzyski |
| RKS Radomsko                     | Radomsko                |
| Śląsk Wrocław                    | Wrocław                 |
| Pogoń Stettin                    | Stettin                 |
| Legia Warschau                   | Warschau                |
| Polonia Warschau                 | Warschau                |
| Odra Wodzisław Śląski            | Wodzisław Śląski        |
| Amica Wronki                     | Wronki                  |
| Górnik Zabrze                    | Zabrze                  |

## Vorrunde

### Gruppe A
| Pl. | Verein                           | Sp. | S  | U | N | Tore    | Diff. | Punkte |
| --- | -------------------------------- | --- | -- | - | - | ------- | ----- | ------ |
| 1.  | Odra Wodzisław Śląski            | 14  | 10 | 1 | 3 | 028:140 | +14   | 31     |
| 2.  | Wisła Krakau (M)                 | 14  | 9  | 1 | 4 | 028:150 | +13   | 28     |
| 3.  | Polonia Warschau (P)             | 14  | 7  | 4 | 3 | 025:130 | +12   | 25     |
| 4.  | GKS Katowice                     | 14  | 5  | 3 | 6 | 017:230 | −6    | 18     |
| 5.  | Zagłębie Lubin                   | 14  | 5  | 3 | 6 | 023:280 | −5    | 18     |
| 6.  | KSZO Ostrowiec Świętokrzyski (N) | 14  | 4  | 3 | 7 | 014:180 | −4    | 15     |
| 7.  | Górnik Zabrze                    | 14  | 2  | 5 | 7 | 013:220 | −9    | 11     |
| 8.  | Widzew Łódź                      | 14  | 3  | 2 | 9 | 009:240 | −15   | 11     |

| (M) | amtierender polnischer Meister     |
| (P) | amtierender polnischer Pokalsieger |
| (N) | Neuaufsteiger                      |

| 2001/02 | 2001/02                      | Odra Wodzisław Śląski | WIS | Polonia Warschau | GKS Katowice | ZAG | KSZO Ostrowiec Świętokrzyski | Górnik Zabrze | Widzew Łódź |
| ------- | ---------------------------- | --------------------- | --- | ---------------- | ------------ | --- | ---------------------------- | ------------- | ----------- |
| 1.      | Odra Wodzisław Śląski        |                       | 1:0 | 3:0              | 3:1          | 3:0 | 2:1                          | 1:0           | 2:0         |
| 2.      | Wisła Krakau                 | 1:0                   |     | 2:2              | 3:0          | 4:0 | 0:1                          | 2:1           | 2:0         |
| 3.      | Polonia Warschau             | 2:2                   | 2:0 |                  | 1:2          | 4:0 | 2:0                          | 4:1           | 3:0         |
| 4.      | GKS Katowice                 | 4:2                   | 1:5 | 2:0              |              | 1:0 | 2:2                          | 1:0           | 0:1         |
| 5.      | Zagłębie Lubin               | 3:1                   | 3:4 | 1:1              | 2:2          |     | 4:3                          | 3:1           | 2:0         |
| 6.      | KSZO Ostrowiec Świętokrzyski | 0:3                   | 0:1 | 0:1              | 1:0          | 2:1 |                              | 1:2           | 3:0         |
| 7.      | Górnik Zabrze                | 1:3                   | 1:2 | 0:0              | 1:1          | 2:2 | 0:0                          |               | 1:1         |
| 8.      | Widzew Łódź                  | 1:2                   | 3:2 | 0:3              | 2:0          | 0:2 | 0:0                          | 1:2           |             |

### Gruppe B
| Pl. | Verein                           | Sp. | S | U | N | Tore    | Diff. | Punkte |
| --- | -------------------------------- | --- | - | - | - | ------- | ----- | ------ |
| 1.  | Legia Warschau                   | 14  | 8 | 3 | 3 | 031:140 | +17   | 27     |
| 2.  | Pogoń Stettin                    | 14  | 7 | 3 | 4 | 020:160 | +4    | 24     |
| 3.  | Amica Wronki                     | 14  | 6 | 6 | 2 | 026:160 | +10   | 24     |
| 4.  | Ruch Chorzów                     | 14  | 5 | 4 | 5 | 016:180 | −2    | 19     |
| 5.  | Śląsk Wrocław                    | 14  | 5 | 3 | 6 | 021:250 | −4    | 18     |
| 6.  | RKS Radomsko (N)                 | 14  | 4 | 4 | 6 | 010:160 | −6    | 16     |
| 7.  | Dyskobolia Grodzisk Wielkopolski | 14  | 4 | 3 | 7 | 018:230 | −5    | 15     |
| 8.  | OKS Stomil Olsztyn               | 14  | 2 | 4 | 8 | 010:240 | −14   | 10     |

| (N) | Neuaufsteiger |

| 2001/02 | 2001/02                          | Legia Warschau | POG | Amica Wronki | Ruch Chorzów | Śląsk Wrocław | RKS Radomsko | Dyskobolia Grodzisk Wielkopolski | STO |
| ------- | -------------------------------- | -------------- | --- | ------------ | ------------ | ------------- | ------------ | -------------------------------- | --- |
| 1.      | Legia Warschau                   |                | 3:0 | 1:2          | 1:1          | 3:4           | 2:1          | 1:1                              | 2:0 |
| 2.      | Pogoń Stettin                    | 0:3            |     | 3:1          | 0:0          | 2:1           | 2:1          | 1:0                              | 3:0 |
| 3.      | Amica Wronki                     | 1:2            | 1:1 |              | 2:0          | 1:1           | 5:0          | 3:0                              | 3:2 |
| 4.      | Ruch Chorzów                     | 0:4            | 3:0 | 2:2          |              | 2:2           | 1:0          | 3:0                              | 2:1 |
| 5.      | Śląsk Wrocław                    | 1:0            | 0:4 | 1:2          | 1:0          |               | 0:0          | 4:3                              | 1:2 |
| 6.      | RKS Radomsko                     | 0:0            | 0:3 | 2:2          | 1:0          | 1:0           |              | 0:1                              | 2:0 |
| 7.      | Dyskobolia Grodzisk Wielkopolski | 2:3            | 2:0 | 1:1          | 4:1          | 2:4           | 0:2          |                                  | 2:0 |
| 8.      | OKS Stomil Olsztyn               | 1:6            | 1:1 | 0:0          | 0:1          | 3:1           | 0:0          | 0:0                              |     |

## Meisterschaftsrunde
Das Punkte aus der Vorrunde wurde zur Hälfte (aufgerundet) übernommen.
| Pl. | Verein                | Sp. | S | U | N | Tore    | Diff. | Punkte | Bonus | Gesamt |
| --- | --------------------- | --- | - | - | - | ------- | ----- | ------ | ----- | ------ |
| 1.  | Legia Warschau        | 14  | 7 | 7 | 0 | 019:100 | +9    | 28     | 14    | 42     |
| 2.  | Wisła Krakau (M)      | 14  | 8 | 3 | 3 | 022:140 | +8    | 27     | 14    | 41     |
| 3.  | Amica Wronki          | 14  | 7 | 3 | 4 | 021:110 | +10   | 24     | 12    | 36     |
| 4.  | Polonia Warschau (P)  | 14  | 5 | 4 | 5 | 016:190 | −3    | 19     | 13    | 32     |
| 5.  | Odra Wodzisław Śląski | 14  | 2 | 5 | 7 | 012:190 | −7    | 11     | 16    | 27     |
| 6.  | GKS Katowice          | 14  | 4 | 5 | 5 | 010:150 | −5    | 17     | 9     | 26     |
| 7.  | Ruch Chorzów          | 14  | 3 | 4 | 7 | 014:180 | −4    | 13     | 10    | 23     |
| 8.  | Pogoń Stettin         | 14  | 2 | 5 | 7 | 009:170 | −8    | 11     | 12    | 23     |

| (M) | amtierender polnischer Meister     |
| (P) | amtierender polnischer Pokalsieger |

| 2001/02 | 2001/02               | Legia Warschau | WIS | Amica Wronki | Polonia Warschau | Odra Wodzisław Śląski | GKS Katowice | Ruch Chorzów | POG |
| ------- | --------------------- | -------------- | --- | ------------ | ---------------- | --------------------- | ------------ | ------------ | --- |
| 1.      | Legia Warschau        |                | 1:0 | 3:2          | 3:0              | 0:0                   | 1:0          | 2:1          | 1:0 |
| 2.      | Wisła Krakau          | 1:1            |     | 1:0          | 4:1              | 1:1                   | 1:1          | 2:1          | 1:0 |
| 3.      | Amica Wronki          | 0:0            | 2:1 |              | 4:0              | 2:1                   | 4:0          | 2:0          | 1:0 |
| 4.      | Polonia Warschau      | 0:0            | 4:2 | 1:0          |                  | 2:1                   | 0:0          | 0:0          | 5:0 |
| 5.      | Odra Wodzisław Śląski | 0:1            | 0:3 | 2:2          | 0:2              |                       | 0:0          | 3:1          | 1:1 |
| 6.      | GKS Katowice          | 3:3            | 0:1 | 0:1          | 0:0              | 2:1                   |              | 2:1          | 1:0 |
| 7.      | Ruch Chorzów          | 1:1            | 1:2 | 2:1          | 3:1              | 0:1                   | 2:0          |              | 0:0 |
| 8.      | Pogoń Stettin         | 2:2            | 1:2 | 0:0          | 2:0              | 2:1                   | 0:1          | 1:1          |     |

## Abstiegsrunde
Das Punkte aus der Vorrunde wurde zur Hälfte (aufgerundet) übernommen.
| Pl. | Verein                           | Sp. | S | U | N | Tore    | Diff. | Punkte | Bonus | Gesamt |
| --- | -------------------------------- | --- | - | - | - | ------- | ----- | ------ | ----- | ------ |
| 9.  | Górnik Zabrze                    | 14  | 8 | 4 | 2 | 023:110 | +12   | 28     | 6     | 34     |
| 10. | Widzew Łódź                      | 14  | 6 | 7 | 1 | 019:800 | +11   | 25     | 6     | 31     |
| 11. | Zagłębie Lubin                   | 14  | 5 | 5 | 4 | 018:160 | +2    | 20     | 9     | 29     |
| 12. | Dyskobolia Grodzisk Wielkopolski | 14  | 6 | 2 | 6 | 018:150 | +3    | 20     | 8     | 28     |
| 13. | KSZO Ostrowiec Świętokrzyski (N) | 14  | 4 | 5 | 5 | 014:190 | −5    | 17     | 8     | 25     |
| 14. | RKS Radomsko (N)                 | 14  | 3 | 6 | 5 | 013:180 | −5    | 15     | 8     | 23     |
| 15. | Śląsk Wrocław                    | 14  | 2 | 4 | 8 | 014:220 | −8    | 10     | 9     | 19     |
| 16. | OKS Stomil Olsztyn               | 14  | 2 | 7 | 5 | 011:210 | −10   | 13     | 5     | 18     |

| (N) | Neuaufsteiger |

| 2001/02 | 2001/02                          | Górnik Zabrze | Widzew Łódź | ZAG | Dyskobolia Grodzisk Wielkopolski | KSZO Ostrowiec Świętokrzyski | RKS Radomsko | Śląsk Wrocław | STO |
| ------- | -------------------------------- | ------------- | ----------- | --- | -------------------------------- | ---------------------------- | ------------ | ------------- | --- |
| 09.     | Górnik Zabrze                    |               | 1:1         | 3:1 | 2:0                              | 1:1                          | 4:1          | 1:0           | 4:0 |
| 10.     | Widzew Łódź                      | 2:0           |             | 2:0 | 1:1                              | 2:0                          | 2:2          | 2:0           | 4:1 |
| 11.     | Zagłębie Lubin                   | 0:0           | 1:1         |     | 1:0                              | 0:1                          | 1:1          | 1:2           | 3:1 |
| 12.     | Dyskobolia Grodzisk Wielkopolski | 2:3           | 0:1         | 1:2 |                                  | 4:0                          | 1:0          | 2:1           | 1:2 |
| 13.     | KSZO Ostrowiec Świętokrzyski     | 2:0           | 0:0         | 2:2 | 1:2                              |                              | 2:1          | 3:1           | 0:0 |
| 14.     | RKS Radomsko                     | 0:2           | 1:0         | 0:3 | 0:0                              | 3:0                          |              | 1:1           | 0:0 |
| 15.     | Śląsk Wrocław                    | 1:2           | 1:1         | 0:1 | 0:2                              | 2:2                          | 1:2          |               | 3:1 |
| 16.     | OKS Stomil Olsztyn               | 0:0           | 0:0         | 2:2 | 1:2                              | 1:0                          | 1:1          | 1:1           |     |

## Relegation
Die Spiele fanden am 8. und 12. Mai 2002 statt.
|                        | Gesamt |                              | Hinspiel | Rückspiel |
| ---------------------- | ------ | ---------------------------- | -------- | --------- |
| Szczakowianka Jaworzno | 2:1    | RKS Radomsko                 | 2:0      | 0:1       |
| Górnik Łęczna          | 1:3    | KSZO Ostrowiec Świętokrzyski | 0:1      | 1:2       |